# ACMP
De vakbond ACMP (Algemene Centrale van het Militair Personeel) - in het Frans CGPM (Centrale Générale du Personnel Militaire) genoemd - is een representatieve vakbond voor het personeel van Defensie in België. In tegenstelling tot de andere drie representatieve Belgische militaire vakbonden, die binnen een politieke familie deel uitmaken van de Nationale Arbeidsraad, is ACMP apolitiek en telt hij uitsluitend militairen onder zijn leden.
De Militaire Vakbond is een professionele vakbondsorganisatie met een groot netwerk van afgevaardigden in elke kazerne en binnen iedere personeelscategorie van het leger.
De Militaire Vakbond gaf een negatief oordeel in de drie belangrijkste actualiteitsdossiers betreffende het personeel van Defensie:
- ‘Nee’ tegen het plan van de Belgische regering om de pensioenleeftijd van de militairen sterk te verhogen.[1] Het negatieve advies heeft vooral betrekking op het financiële aspect van het plan, dat onaanvaardbaar wordt geacht omdat soldaten langer moeten werken voor een gelijk of zelfs een lager pensioen. Na de voorwaardelijke aanvaarding van dit plan door twee vakbonden, VSOA en ACV, is het mogelijk dat de overheid dit dossier gaat afronden. Anticiperend op een ongunstige uitkomst voor het personeel, heeft de Militaire Vakbond daarom aan de militaire overheid zijn akkoord gegeven over de concepten en krachtlijnen die de gevolgen van deze pensioenhervorming moeten verzachten.[2]
- ‘Nee’ tegen de nieuwe bepalingen inzake de evaluatie van het personeel, omdat deze geen voldoende garanties bieden met betrekking tot de objectiviteit en bekwaamheid van de beoordelaars.
- ‘Nee’ tegen de intentieverklaring van de regering om de wedde van de militairen te beperken tot 60% vanaf de 31e dag van afwezigheid vanwege gezondheidsredenen.[3]

Daarentegen heeft ACMP zich welwillend opgesteld inzake de tijdelijke ontplooiing van militairen in steun van de politie en dit in de context van de zogenaamde ‘Homeland-operatie’ (OVG) ten gevolge van de verhoogde terreurdreiging in België sedert eind 2015.
In het kader van een strafzaak voor de Correctionele rechtbank van Antwerpen, heeft de Militaire Vakbond bovendien gepleit voor het invoeren van een beperkt stakingsrecht voor Belgische militairen.